# Lijst van koningen van de Nabateeërs
De Nabateeërs waren een volk in het Midden-Oosten. Tot hun koninkrijk in 106 werd ingelijfd in het Romeinse Rijk door keizer Trajanus, kenden ze de volgende koningen:
- ca 295  v.Chr. Rabel I
- ca 167  v.Chr. Aretas I
- 120/110 - 96  v.Chr. Aretas II
- 96  v.Chr. -85  v.Chr. Obodas I
- 84  v.Chr. - 62  v.Chr. Aretas III
- 61  v.Chr. - 58  v.Chr. Obodas II
- 58  v.Chr. -30  v.Chr. Malichus I
- 30  v.Chr. - 9  v.Chr. Obodas III
- 9  v.Chr. - 40 Aretas IV
- 40-70 Malichus II
- 70 - 106 Rabel II